# Fristigkeit
Unter dem Begriff Fristigkeit (oder dem Zeithorizont) werden in der Volkswirtschaftslehre verschiedene Konzepte von Zeiträumen zusammengefasst. In Betriebswirtschaftslehre und im Rechnungswesen versteht man hierunter die nach der Laufzeit oder Fälligkeit bemessenen kurzfristigen, mittelfristigen und langfristigen Finanzinstrumente.

## Volkswirtschaftslehre
Die Betrachtung konkreter Zeitintervalle (Monate, Quartale, Jahre) oder auch abstrakter Zeitperspektiven (Periode {\displaystyle t} und Periode {\displaystyle t+1}) soll es ermöglichen, genauere ökonomische Aussagen zu treffen und Modelle zu entwerfen. Die abstrakte Unterteilung, die dabei vorgenommen wird, unterscheidet eine kurze Frist, eine mittlere Frist und eine lange Frist. Besonders wichtig für die ökonomische Modellbildung ist allerdings die Zweiteilung in kurze und lange Frist (englisch short run, long run).
Die Trennung dieser Intervalle ist unscharf und nicht unbedingt auf konkrete Zeiträume bezogen. Es gibt zwar Autoren und Wissenschaftler, die beispielsweise für die kurze Frist einen Zeitraum von Jahr zu Jahr annehmen, für die mittlere Frist etwa 10 Jahre und die lange Frist 50 Jahre. Meistens wird der Zeitbezug aber den verschiedenen ökonomischen Konzepten angepasst.
Ein klassisches Beispiel sind Fixkosten. Darunter versteht man einen Teil der Gesamtkosten, die in einem bestimmten Zeitraum konstant bleiben (z. B. eine Lagerhalle oder eine größere Maschinenanlage). In einem sehr kurzen Zeitraum (von heute auf morgen) kann man eine Lagerhalle nicht verkaufen. Es ist aber plausibel anzunehmen, dass man, wenn mehr Zeit zur Verfügung steht, diese Halle verkaufen und damit die dadurch entstehenden Kosten einsparen kann. Deshalb spricht man auch davon, dass bei einem hinreichend langfristigen Betrachtungszeitraum gar keine Fixkosten existieren. Von der genauen Zeit, die es braucht, eine Maschine oder Lagerhalle zu verkaufen, wird dabei meistens abstrahiert. Tatsächlich wird der Zeitraum sozusagen erst im Nachhinein konkretisiert: wie lange es auch dauern mag, eine Lagerhalle zu verkaufen, dies markiert den Übergang zur langen Frist.
Je nachdem um welche Fristigkeit es sich handelt, werden ganz unterschiedliche Annahmen getroffen und damit Modelle entworfen. Dabei kann es sich um das Verhalten von einzelnen Akteuren (Haushalten, Unternehmen) handeln oder die Geschehnisse auf einzelnen Märkten (Gütermarkt, Arbeitsmarkt) oder in ganzen Volkswirtschaften.
Aufgrund ihrer Kontextabhängigkeit und der Inkonsistenz verschiedener Definitionen werden im Folgenden lediglich ausschnitthaft einige Beispiele aus verschiedenen Fachgebieten oder Modellen vorgestellt.

### Kurze Frist
Die kurze Frist kann einen Zeitraum bezeichnen, in dessen Verlauf sich nicht alle Faktoren vollständig an eine Veränderung anpassen können.
- In der klassischen Mikroökonomie geht man von einer kurzfristigen Preisuntergrenze aus (die sich über die variablen Kosten definiert). Bei diesem Preisniveau kann es vorkommen, dass ein Unternehmen zwar Verluste macht, der Umsatz aber ausreicht, die variablen Kosten zu decken.

- In der kurzen Frist werden Preise (oder Löhne) oft als fix bzw. rigide angenommen. Als Beispiel dienen hier oft Kataloge, Preislisten und Restaurant-Karten, die bis zur nächsten Auflage bzw. Drucklegung für fixe Preise sorgen.

### Mittlere Frist
- Das gesamtwirtschaftliche Gleichgewicht im AS-AD-Modell kann auf kurze oder mittlere Frist betrachtet werden.

- Mit der Fristigkeit der Betrachtung nimmt die Elastizität des Angebots generell zu.

### Lange Frist
Der Zeitraum in dessen Verlauf eine volle Anpassung an Veränderungen möglich ist.
- In der neoklassischen Synthese werden Preise und Löhne langfristig als flexibel angenommen.

- In vielen Wirtschaftstheorien wird davon ausgegangen, dass ein Gleichgewicht sich auf lange Sicht (lange Frist) auf allen Märkten einstellt, da die Preise genügend Zeit zur Anpassung haben und so für eine Angleichung von Angebot und Nachfrage sorgen (vgl. Steady State).

- Im langfristigen Gleichgewicht des Solow-Modells muss gelten, dass die Investitionen genau den Abschreibungen des Kapitalmodells entsprechen.

- Die lange Frist ist generell oft Gegenstand verschiedener Wachstumstheorien.

## Betriebswirtschaftslehre
Mit den als kurzfristig (englisch short term), mittelfristig (englisch medium term) oder langfristig (englisch long term) verkürzten Begriffen beschreiben Finanzwesen, Betriebswirtschaftslehre und Rechnungswesen auch die Laufzeit, Kündigungsfrist oder Fälligkeit von Finanzinstrumenten, insbesondere bei der Fremdfinanzierung.
Bilanzierung
Bei der Bilanzierung durch Nichtbanken spielen im Bilanzrecht die Fristigkeiten eine eher untergeordnete Rolle. Gemäß § 268 Abs. 4 HGB sind Forderungen mit einer Restlaufzeit von mehr als einem Jahr gesondert zu vermerken, das gilt auch für Verbindlichkeiten (§ 268 Abs. 5 HGB). Die langfristigen Restlaufzeiten von mehr als 5 Jahren sind bei Verbindlichkeiten lediglich im Anhang auszuweisen (§ 285 Nr. 1a HGB). Es bleibt folglich dem Finanzanalysten überlassen, die Differenz zwischen beiden als mittelfristig herauszufiltern.
Nach den Vorschriften für die Bankbilanzierung aus § 9 Abs. 2 RechKredV sind kurzfristig alle Restlaufzeiten bis ein Jahr, mittelfristig mehr als ein Jahr bis fünf Jahre und langfristig die Restlaufzeiten von mehr als fünf Jahren. Das makroökonomische Aggregat der Geldmenge {\displaystyle M3} erfasst als mittelfristig Laufzeiten bis zu zwei Jahren, was dieser bilanzrechtlichen Vorschrift für Kreditinstitute widerspricht. Deshalb müssen beispielsweise Geldmarktpapiere – die zur Geldmenge {\displaystyle M3} gehören – mit einer Laufzeit von einem Jahr als kurzfristig bilanziert werden.
Rechnungslegungsstandards
Sowohl die IFRS als auch die US-GAAP sehen keinen getrennten Ausweis nach kurz- und langfristig zwingend vor, sondern sprechen Empfehlungen aus (IAS 1.53). Beide sehen keinen dezidierten Ausweis vor. Langfristig (englisch non-current assets, non-current liabilities) wird in IFRS nicht explizit, sondern lediglich in negativer Abgrenzung von den kurzfristigen Vermögenswerten oder Schulden (englisch current assets, current liabilities) definiert. Ein kurzfristiger Vermögenswert ist dabei nach IFRS 5 jeder, dessen Realisierung innerhalb von zwölf Monaten nach dem Abschlussstichtag erwartet wird.
Damit verfügt keiner der Rechnungslegungsstandards über normierte oder allgemein anerkannte, präzise Aufbereitungsregeln, so dass die Aufstellung von Strukturbilanzen eine betriebswirtschaftliche Aufgabe bleibt.
Abgrenzungsschwierigkeiten
Auch in der Fachliteratur besteht keine Einigkeit. Entweder wird die mittlere Fristigkeit (2–4 Jahre) dem Geldmarkt zugeordnet oder dem Kapitalmarkt. Inzwischen geht die Fachliteratur dazu über, sich an den Statistiken der Bundesbank zu orientieren. Diese sehen als kurzfristig Laufzeiten oder Kündigungsfristen von bis zu einem Jahr, über einem bis zu fünf Jahren als mittelfristig und über fünf Jahren als langfristig an. International haben sich inzwischen ebenfalls die Laufzeiteinteilungen ≤1 Jahr (für kurzfristig), 1 Jahr ≤ 5 Jahre (mittelfristig) und >5 Jahre (langfristig) durchgesetzt.